# ایستگاه متروی شهر فرودگاهی امام خمینی
ایستگاه متروی شهر فرودگاهی امام خمینی، یکی از ایستگاه‌‌های انشعاب اول خط ۱ (مترو تهران) است که در مجاورت فرودگاه بین‌المللی امام خمینی واقع شده‌ است. این ایستگاه بین ایستگاه واوان و شهر پرند واقع شده‌ است و دومین ایستگاه مستقل فعال از ۴ ایستگاه این انشعاب است. این ایستگاه در تاریخ ۱۶ مرداد ۱۳۹۶ با حضور محمدباقر قالیباف شهردار وقت تهران و علی لاریجانی رئیس وقت مجلس شورای اسلامی و تعدادی از مسئولان دیگر به بهره‌برداری رسید.
معاون شهردار تهران خبر داد تا پایان سال ۱۳۹۶ از قطارهای تندرو با سرعت ۱۲۰ کیلومتر در ساعت در این مسیر استفاده خواهد شد که فاصله تهران تا پرند را در ۳۴ دقیقه طی می‌کند و همچنین خبر از شبانه روزی شدن تعدادی از ایستگاه‌های خط ۱ و خط ۴ متروی تهران داد که به گفته وی با این اقدام فرودگاه امام خمینی و فرودگاه مهرآباد از طریق مترو به یکدیگر متصل می‌شوند که به سرانجام نرسید.